# Адміністративний устрій Якимівського району
Адміністративний устрій Якимівського району — адміністративно-територіальний устрій Якимівського району Запорізької області на 2 селищні громади і 1 сільську раду, які об'єднують 44 населених пунктів та підпорядковані Якимівській районній раді. Адміністративний центр — смт Якимівка.

## Список селищних громад Якимівського району
| № | Назва                       | Центр         | Населені пункти | Загальний склад ради | Площа тис.м² | Населення (2001), осіб |
| - | --------------------------- | ------------- | --- | -------------------- | ------------ | ---------------------- |
| 1 | Кирилівська селищна громада | смт Кирилівка | с. Атманай с. Вовче смт Кирилівка с.Косих с. Лиманське с. Нове с. Охрімівка с. Солоне |                      |              |                        |
| 2 | Якимівська селищна громада  | смт Якимівка  | с. Андріївка с. Богатир с. Весняне с. Вовчанське с. Володимирівка с. В'язівка с. Гвардійське с. Давидівка с. Дружба с. Зернове с. Зірка с-ще Максима Горького с. Мала Тернівка с. Мирне с. Михайлівське с. Олександрівка с. Перемога с-ще Переможне с. Петрівка с. Радивонівка с. Розівка с. Степове с. Таврійське с. Тимофіївка с-ще Трудове с. Червоне с. Чорноземне с. Шевченка с. Шелюги с. Юр'ївка смт Якимівка с-ще Якимівське |                      |              |                        |

## Список сільських та селищних рад Якимівського району
| № | Назва                         | Центр            | Населені пункти                                                              | Загальний склад ради | Площа тис.м² | Населення (2001), осіб |
| - | ----------------------------- | ---------------- | ---------------------------------------------------------------------------- | -------------------- | ------------ | ---------------------- |
| 1 | Новоданилівська сільська рада | с. Новоданилівка | с. Новоданилівка с. Велика Тернівка с. Ганнівка с. Єлизаветівка с. Семихатки | 20                   | 10177        | 3059                   |

* Примітки: м. — місто, смт — селище міського типу, с. — село, с-ще — селище